# 三角叶假福王草
三角叶假福王草（学名：Paraprenanthes hastata）是菊科假福王草属的植物，是中国的特有植物。分布在中国大陆的四川等地，目前尚未由人工引种栽培。